# ジミ・ジェイミソン
ジミ・ジェイミソン（Jimi Jamison、1951年8月23日-2014年8月31日）は、アメリカ合衆国の歌手、作詞作曲家。かつて100万枚以上を売り上げたロック・バンド、「サバイバー」のメンバーだった。他に「コブラ」というバンドのメンバーでもあった。水難監視救助隊の活躍を描いたテレビドラマ『ベイウォッチ』のテーマ曲を書いて歌っていることでも知られている
。

## 経歴
ミシシッピ州の田舎生まれ。しかし本人は、自分のことをテネシー州メンフィスの生まれだと考えていた。ジェイミソンと母親のドロシー（1932年-2009年）がメンフィスに移ったのは彼が生まれた一日後のことだったのだ。十代の頃、独学でギターとピアノの弾き方を覚えたのだが、歌唱力については時間をかけて磨きをかけていった。中学校に上がるまでにもうバンドでの演奏を始めていた。
1970年代の終わりには、メンフィスで活動していたバンド、ターゲットのボーカルを務めていた。その後、1980年代初期にはより知名度があった、コブラというバンドのリード・シンガーとなっていた。その後、様々な成功したミュージシャン達、例えばZZトップやジョー・ウォルシュなどのバック・ボーカルを務めている。

## サバイバーに加入
1984年にコブラが活動を停止した後、ジェイミソンはサバイバーに誘われる。サバイバーは、ナンバー・ワン・ヒットである「アイ・オブ・ザ・タイガー」（この曲の発表時のボーカルはデイヴ・ビックラーだった）を出した後、どんどん人気が衰え続けていた。ジェイミソンが慣れ親しんでいたコブラのヘヴィメタルなスタイルとは全く対照的なスタイルである、ジェイミソンからすれば「ポップ・ロック」なスタイルを取るサバイバーのボーカルをやることに最初はあまりこだわりはなかったのだが、結局はバンドに加わり新たなリード・ボーカルとなった。
ジェイミソンはサバイバーにすぐさま活気をもたらした。バンド加入後に発表されたアルバム『バイタル・サインズ』（通算5枚目のアルバム）からは数曲のシングルが大ヒットしたのである。こうしてバンドはスターの地位に、もう一度それもあっという間に返り咲いた。ジェイミソン加入後の2枚目のアルバム『ホエン・セカンズ・カウント』（通算6枚目のアルバム）からは、新たに「イズ・ディス・ラヴ」がトップ10入りした。このアルバムではまた、ジェイミソンが作曲面でバンドに貢献していることが見て取れる。ジェイミソンは4曲を共作しており、その中にはもう一つの印象的なシングル曲「マン・アゲンスト・ザ・ワールド」がある。
ジェイミソンがサバイバーと一緒に演奏する際に要求された最大の妥協は、自分以外の作者が書いた曲の演奏を諦めることだった。「たまにアンコールを始めようという時に、誰かが『レッド・ツェッペリンをやろうぜ！』って言うんだ」。ジェイミソンが1987年に『ナイン・オウ・ワン・ネットワーク』誌に語っている。「それで、『イェー、イェー』ってうなずきたくなるんだよ。それからもうぎりぎりの最後になって『いや、代わりにこっちの曲をやったほうがいいよ』って言うことになるんだ」。
ジェイミソンの歌で最もよく知られているのは、シルヴェスター・スタローンの映画『ロッキー4』で使用され、映画のサウンドトラックにも含まれている「Burning Heart」である。ビルボード最新ヒット100で第2位まで昇っている。その他、「High On You（アメリカ国内のチャートで第8位）」、「The Search Is Over（アメリカ国内のチャートで第4位）」、そして映画『ベスト・キッド』で使用された「ザ・モーメント・オブ・トゥルース」などがある。
1988年には新しいアルバム『今夜は眠れない』が発売された。これは、サバイバーの1980年代の最後のアルバムとなった。ジェイミソンとバンド仲間達は、このアルバムをこれまでの中で最も優れたものだと考えたのだが（後にジェイミソンは過去を顧みて語った時に、サバイバーのアルバムの中で一番好きなアルバムだと言っている）、実際は、レコード会社が積極的に販売促進をせず、結果として以前のアルバムのような成功を収めることができなかった。結局、バンドは1993年まで活動を停止することとなった。

## ディスコグラフィ

### ソロ・アルバム
- 『ホエン・ラヴ・カムズ・ダウン』 - When Love Comes Down (1991年)
- 『エンパイアーズ』 - Empires (1999年) ※ジミ・ジェイミソンズ・サヴァイヴァー名義[6]
- 『クロスローズ・モーメント』 - Crossroads Moment (2008年)
- Extra Moments (2010年) ※with ジム・ピートリック
- 『キンボール/ジェイミソン』 - Kimball/Jamison (2011年) ※with ボビー・キンボール
- 『ネヴァー・トゥー・レイト』 - Never Too Late  (2012年)

### サバイバー
- 『バイタル・サインズ』 - Vital Signs (1984年)
- 『ホエン・セカンズ・カウント』 - When Seconds Count (1986年)
- 『今夜は眠れない』 - Too Hot to Sleep (1988年)
- 『リーチ』 - Reach (2006年)

### 参加バンド
- D Beaver: Combinations (1971年)
- ターゲット: Target (1976年)
- ターゲット: Captured (1977年)
- コブラ: 『ファースト・ストライク』 - First Strike (1983年)
- One Man's Trash Feat. Jimi Jamison & Fred Zahl: History (2011年)
- ターゲット: In Range (2017年) ※1979年録音

### 参加アルバム
- Degarmo & Key: This Ain't Hollywood (1980年)
- ZZトップ: 『イリミネイター』 - Eliminator (1983年)
- クロークス: 『ヘッドハンター』 - Headhunter (1983年)
- クロークス: 『ザ・ブリッツ』 - The Blitz (1983年)
- ジョー・ウォルシュ: 『ガット・エニー・ガム』 - Got Any Gum? (1987年)
- Rick & Steve Worrall: Worrall (1991年)
- ジョー・ウォルシュ: 『オーディナリー・アヴェレージ・ガイ』 - Ordinary Average Guy (1991年)
- ジョー・ウォルシュ: 『ソングス・フォー・ア・ダイイング・プラネット』 - Songs for a Dying Planet (1992年)
- Degarmo & Key: Heat It Up (1993年)
- Degarmo & Key: To Extremes (1994年)
- Indicco: Karmalion (2013年)

## 参照項目
- Allmusic - Jimi Jamison biography
- IMDB profile - Jimi Jamison
- "I Can't Hold Back" video, with Jimi Jamison - YouTube
- on July 21, 2011 Jimi Jamison was recognized by the Hard Rock International as a Solo Artist while in Boston, MA